# Urspringen
Urspringen là một đô thị ở huyện Main-Spessart trong Regierungsbezirk Unterfranken bang Bayern, Đức và thuộc Verwaltungsgemeinschaft (cộng đồng hành chính) Marktheidenfeld.
Urspringen nằm ở vùng Würzburg.
Dân số năm 2000 là 1293 người.